# Františkova brána (Olomouc)
Františkova brána (též Rohelská brána, německy Rohelstor) byla městskou branou v severní části pevnosti Olomouc.  

## Historie
Plvodní Rohelská brána vznikla v době založení a opevňování města v polovině 13. století spolu s ostatními třemi městskými branami (Blažejskou-Kateřinskou, Střední a Hradskou). Poté, co císař Ferdinand III. pak roku 1655 prohlásil Olomouc díky její strategické pozici pevnostním městem, byla brána přebudována v klasicistním stylu. Brána se nacházela na souběhu ulic Kačení a Vodární. Znovu přebudována byla v roce 1834 a poté přejmenována na počest císaře Františka Josefa I.
V roce 1884 byla v souvislosti s prudkým stavebním rozvojem města zbořena. Byla poslední z městských bran, která byla stržena. Sousoší dvou orlů z této brány bylo zachováno a přemístěno na dnešní Litovelskou bránu. 